# Horses and High Heels
Horses and High Heels — 19-й сольный альбом британской певицы и автора песен Марианны Фейтфулл. Альбом состоит из 13 треков и был выпущен 31 января 2011 года в континентальной Европе и 7 марта 2011 года в Великобритании на лейбле Dramatico. В США он был выпущен 28 июня 2011 года на французском лейбле Naïve Records.
Песня «Why Did We Have to Part?» была выпущена в качестве сингла с альбома.

## Предпосылки и контекст
Записанный в Новом Орлеане на студии Piety Street Recording в районе Байуотер в сентябре и октябре 2010 года, альбом включает кавер-версии классики 1960-х годов и семь новых песен, четыре из которых были написаны в соавторстве с самой Фейтфулл. Одна из новых песен, «The Old House», была специально написана для неё ирландским драматургом Фрэнком Макгинессом. На альбоме дважды сыграл Лу Рид на гитаре, а также Доктор Джон и Уэйн Крамер из MC5. Альбом был спродюсирован многолетним соавтором Хэлом Уиллнером.

## Отзывы критиков
Rolling Stone оценил альбом тремя звездами, заявив, что он «тяжелый от потерянной любви и медово-над-гравийного голоса Фейтфулл».

## Список композиций
1. «The Stations» (Грег Дулли, Марк Ланеган) — 4:24
2. «Why Did We Have To Part» (Лоран Вулзи, Фейтфулл) — 3:45
3. «That’s How Every Empire Falls» (Р. Б. Моррис) — 5:51
4. «No Reason» (Джеки Ломакс) — 2:51
5. «Prussian Blue» (Дэвид Коуртс, Фейтфулл) — 5:03
6. «Love Song» (Лесли Дункан[англ.]) — 4:37
7. «Gee Baby» (Джей Джей Джонсон, Мэри Альма Бейкер, Сильвия Робинсон, Тайлер Т. Техас) — 2:49
8. «Goin' Back» (Кэрол Кинг, Джерри Гоффин) — 3:41
9. «Past Present and Future» (Артур Батлер, Джордж «Шэдоу» Мортон[англ.], Джерри Либер) — 2:46
10. «Horses and High Heels» (Дуг Петтибон[англ.], Фейтфулл) — 3:52
11. «Back in Baby’s Arms» (Алан Туссенн) — 4:19
12. «Eternity» (Дуг Петтибон, Фейтфулл) — 4:03
13. «The Old House» (Фрэнк Макгиннесс[англ.], Лео Абрахамс) — 4:04

Бонус-трек на виниловом издании:
1. «Fragile Weapon» (Дэвон Т. Уильямс)
2. «I Don´t Wanna Know» (Руперт Чарльз Гуиди)

## Чарты
| Чарты (2011)            | Высшая позиция |
| ----------------------- | -------------- |
| Austrian Albums Chart   | 68             |
| Dutch Mega Albums Chart | 78             |
| French Albums Chart     | 37             |
| Swedish Albums Chart    | 34             |
| Swiss Albums Chart      | 26             |
| UK Indie Chart          | 16             |

В 2011 году он был удостоен двойного серебряного сертификата Ассоциацией независимых музыкальных компаний, что свидетельствует о продажах не менее 40 000 копий по всей Европе.